# Júlia Gomes
Júlia Melo Gomes (São Paulo, 10 de março de 2002) é uma atriz, cantora, compositora e influenciadora digital brasileira. Ficou conhecida nacionalmente em 2010, após ser a campeã do Qual é o Seu Talento?, no SBT. Em seguida, estreou como atriz através de participações em telenovelas da TV Globo e peças de teatro, retornando ao SBT para interpretar a vilã Marian no remake da telenovela Chiquititas. Posteriormente, como cantora, participou do The Voice Kids e lançou um álbum autoral, além de atuar em filmes nas plataformas de streaming Netflix e Prime Vídeo, retornando à TV Globo no elenco principal da série Rensga Hits. 

## Biografia
Júlia Gomes foi descoberta por um diretor de propaganda quando tinha um ano e quatro meses, num shopping em São Paulo. "Ela fez uma campanha de fraldas, amou e trabalhou em outras até os 3." disse a mãe Christiani Gomes em entrevista ao Extra.
Aos três anos, começou a tocar violino e fez dois recitais posteriormente. Ela também toca violão e piano.
Aos seis anos, participou de um casting e venceu mais de três mil candidatas a Gretl, papel do musical A Noviça Rebelde que ficou em cartaz por nove meses em São Paulo. Com oito anos, venceu a segunda temporada do Qual é o Seu Talento?, um talent show do SBT onde faturou o prêmio de R$ 200 mil em barras de ouro.
Em 2011, iniciou como atriz de televisão no papel da jovem Sofia, filha dos personagens de Angelo Antonio e Gisele Fróes em A Vida da Gente. E em 2012, gravou Amor Eterno Amor como a jovem Elisa. Ambas foram novelas das seis da TV Globo.
Em paralelo à carreira na TV, Júlia atuou ao lado de Gabriela Duarte na peça de teatro A Garota do Adeus. Em 2013, atuou na peça Shrek: O Musical, onde fez a jovem Fiona no Rio de Janeiro.
Em 2014, foi escalada para interpretar Marian na nova versão de Chiquititas, papel originalmente vivido por Mariane Oliva na primeira versão brasileira da novela. Na história, Marian é uma menina de temperamento difícil que, após ser rejeitada por duas famílias adotivas, vai parar no orfanato Raio de Luz. No início se passa por boa garota e se torna amiga das meninas, porém se mostra uma das grandes vilãs da novela infanto-juvenil do SBT. Além disso, nessa versão, diferentemente da original, por conta do talento musical de Júlia, a personagem Marian é cantora. Na trilha sonora da novela, a artista regravou as músicas “Da Água Pro Vinho”, “Era Uma Vez” e “Amigas”.
Em 2016, participou do The Voice Kids Brasil. Na audição às cegas, todos os técnicos (Ivete Sangalo, Victor & Leo e Carlinhos Brown) viraram as cadeiras para ela e sua apresentação foi elogiada, na qual cantou a música "Listen" da cantora Beyoncé. Na fase das batalhas foi escolhida por seu técnico Carlinhos Brown para continuar no programa, após competir com outras participantes.
Ainda em 2016, estreou na peça Meninos e Meninas em São Paulo, interpretando a personagem Marcela. A peça é um musical e conta diversas experiências de vários adolescentes.
Em 2017, Júlia lançou seu primeiro CD inédito e autoral "Por Amor Eu Faço Tudo", responsável pela realização de sua primeira turnê musical. 
Em 2019, em parceria com os produtores Duncan e Sandeville, é lançado "Wherever You Wanna Go", contando com os vocais de Júlia Gomes em sua estreia na música eletrônica. O sucesso foi tanto que posteriormente foi regravada com a Júlia uma versão acústica da canção contando com a participação do Fiuk. Ademais, seguindo no estilo eletrônico, Júlia lança "Focus", "Nuff" e "My Time", sendo essa última sua primeira composição própria em inglês.
Em 2020, durante a pandemia, estreia seu primeiro filme, Confissões de Uma Garota Excluída, dando vida a vilã Valentina Castro Silveira. A obra de Thalita Rebouças estreou em 2021 na plataforma de streaming Netflix.
Em 2022, a atriz grava Um Ano Inesquecível: Verão, filme também baseado em um conto da escritora Thalita Rebouças, vivenciando a talentosa e sonhadora Kaká, uma jovem cantora que sonha ser reconhecida nacionalmente e batalha para conseguir um empresário que agencie sua carreira. Desse modo, a artista gravou algumas músicas para a obra, como uma versão do clássico carnavalesco “Meu Lugar”, de Arlindo Cruz, além de “Portela Feminina”, composição da própria Thalita Rebouças. O filme estreou em 2023 na plataforma de streaming Prime Vídeo.
Ainda em 2023, retorna a TV Globo ao ser escalada para as novas temporadas de Rensga Hits!, série original da plataforma de streaming Globoplay, interpretando uma nova vilã, Luane Martins. Para dar vida a personagem, cortou e escureceu o cabelo. Além disso, gravou uma música ao lado de Maurício Destri, “Mulher Ideal”, para a segunda temporada da série, que estreou em 2024 no Globoplay.
Em 2024, é escalada para interpretar Júlia Murdoch em Fé Para o Impossível, longa baseado em fatos reais acerca de uma pastora fortemente agredida na Barra da Tijuca, no Rio de Janeiro. O filme, que estreou no início de 2025, marca a estreia da atriz no cinema.

## Filmografia

### Televisão
| Ano       | Título                | Personagem                     |
| --------- | --------------------- | ------------------------------ |
| 2010      | Qual é o seu Talento? | Ela mesma (Campeã)             |
| 2011      | A Vida da Gente       | Sofia Azevedo Prates (1ª fase) |
| 2012      | Amor Eterno Amor      | Elisa Neves (1ª fase)          |
| 2014–2015 | Chiquititas           | Marian Alverte                 |
| 2016      | The Voice Kids        | Ela Mesma (Participante)       |
| 2024-2025 | Rensga Hits!          | Luane Martins                  |

### Cinema
| Ano  | Título                            | Personagem                | Plataforma  |
| ---- | --------------------------------- | ------------------------- | ----------- |
| 2021 | Confissões de Uma Garota Excluída | Valentina Castro Silveira | Netflix     |
| 2023 | Um Ano Inesquecível: Verão        | Karina Mendes (Kaká)      | Prime Video |
| 2025 | Fé Para o Impossível              | Júlia Murdoch             | Netflix     |

## Teatro
| Ano     | Título            | Personagem      |
| ------- | ----------------- | --------------- |
| 2009    | A Noviça Rebelde  | Gretl           |
| 2012    | A Garota do Adeus | Luci            |
| 2012–13 | Shrek - O Musical | Fiona (criança) |
| 2016    | Meninos e Meninas | Marcela         |

## Prêmios e indicações
| Ano  | Prêmio                    | Categoria               | Trabalho indicado         | Resultado |
| ---- | ------------------------- | ----------------------- | ------------------------- | --------- |
| 2014 | Prêmio Extra de Televisão | Melhor Ator/Atriz Mirim | Marian em Chiquititas     | Indicada  |
| 2012 | Prêmio Extra de Televisão | Revelação Infantil      | Elisa em Amor Eterno Amor | Indicada  |
| 2012 | Prêmio Noveleiros         | Melhor Ator Mirim       | Elisa em Amor Eterno Amor | Indicada  |

## Discografia

### Álbuns de estúdio
| Ano  | Álbum                 | Detalhes do Álbum                                                                                        | Músicas |
| ---- | --------------------- | --- | --- |
| 2017 | Por Amor Eu Faço Tudo | - Lançamento: 08 de abril de 2017 - Gravadora: Cada Instante - Formatos: Donwload Digital, streaming, CD | 1. "Por Amor Eu Faço Tudo" 2. "Dois Corações" 3. "Me Chama Pra Dançar" 4. "Me Abraça" 5. "Por Nós Dois" 6. "Eu Tô Aqui" 7. "Quando é Pra Ser, Será" 8. "Barulhar" 9. "Mas Você Não Vem, Vem?" 10. "Pra Sempre" 11. "Dona da Minha História" |

### Singles
| Ano  | Canção                                                                        |
| ---- | ----------------------------------------------------------------------------- |
| 2018 | "Nuff" (com Champz e Magic Ink)                                               |
| 2019 | "Wherever You Wanna Go" (com Zerb, Sandeville e Düncan)                       |
| 2019 | "My Time" (com Champz e Magic Ink)                                            |
| 2019 | "Wherever You Wanna Go" (versão acústica com Fiuk, Zerb, Sandeville e Düncan) |
| 2019 | "Focus" (com Sandeville)                                                      |
| 2023 | "Away" (com OnFire)                                                           |
| 2025 | "Sunset High" (com Murilo Tronco)                                             |

### Trilhas sonoras
| Ano  | Canção                                  | Álbum                      |
| ---- | --------------------------------------- | -------------------------- |
| 2012 | “Coisa de Criança”                      | Criança Esperança          |
| 2014 | "Era Uma Vez”                           | Chiquititas                |
| 2014 | "Da Água Pro Vinho"                     | Chiquititas                |
| 2014 | "Amigas"                                | Chiquititas                |
| 2023 | "Meu Lugar" (com André Caccia Bava)     | Um Ano Inesquecível: Verão |
| 2023 | "Portela Feminina" (com Patrícia Ramos) | Um Ano Inesquecível: Verão |
| 2024 | "Mulher Ideal" (com Maurício Destri)    | Rensga Hits!               |
| 2025 | “Bençãos Que Não Têm Fim”               | Fé Para o Impossível       |
| 2025 | “Fé Para O Impossível”                  | Fé Para o Impossível       |
| 2025 | “Fogueteira”                            | Rensga Hits!               |